# Зігфрід Лемке
Зігфрід «Вумм» Лемке (нім. Siegfried „Wumm“ Lemke; 7 квітня 1921, Шіфельбайн — 18 грудня 1995, Бюттельборн) — німецький льотчик-ас винищувальної авіації, гауптман люфтваффе. Кавалер Лицарського хреста Залізного хреста.

## Біографія
Після закінчення льотної школи восени 1942 року зарахований в 1-у ескадрилью 2-ї винищувальної ескадри «Ріхтгофен». Учасник боїв над Ла-Маншем. Свою першу перемогу здобув 12 березня 1943 року, збивши біля Фекампа британський «Спітфайр». З 12 вересня 1943 року — командир 1-ї ескадрильї своєї ескадри. Наприкінці січня 1944 року група Лемке була переведена на Південь Франції, а в травні — на північ від Парижа. В березні 1944 року здобув 16 повітряних перемог. З 23 червня 1944 року — командир 3-ї групи своєї ескадри, займав цю посаду до кінця війни.
Всього за час бойових дій здійснив приблизно 325 бойових вильотів і збив 96 літаків противника, в тому числі 21 чотиримоторний бомбардувальник В-17 і В-24, 2 B-26, 1 B-25 та 1 Як-9.

## Нагороди
- Нагрудний знак пілота
- Залізний хрест 2-го і 1-го класу
- Почесний Кубок Люфтваффе (31 березня 1944)
- Німецький хрест в золоті (3 квітня 1944)
- Лицарський хрест Залізного хреста (14 червня 1944) — за 47 перемог; вручений Куртом Бюлігеном.
- Авіаційна планка винищувача в золоті

В останні дні війни був представлений до нагородження Лицарським хрестом Залізного хреста з дубовим листям, але нагородження до кінця війни не було офіційно оформлене.